# Тальх-Аб (Марказі)
Тальх-Аб (перс. تلخ اب) — село в Ірані, у дегестані Тальх-Аб, у бахші Хенеджін, шагрестані Фараган остану Марказі. За даними перепису 2006 року, його населення становило 3100 осіб, що проживали у складі 828 сімей.

## Клімат
Середня річна температура становить 11,02°C, середня максимальна – 30,66°C, а середня мінімальна – -11,17°C. Середня річна кількість опадів – 261 мм.
| Клімат поселення                              | Клімат поселення | Клімат поселення | Клімат поселення | Клімат поселення | Клімат поселення | Клімат поселення | Клімат поселення | Клімат поселення | Клімат поселення | Клімат поселення | Клімат поселення | Клімат поселення | Клімат поселення |
| Показник                                      | Січ.             | Лют.             | Бер.             | Квіт.            | Трав.            | Черв.            | Лип.             | Серп.            | Вер.             | Жовт.            | Лист.            | Груд.            |                  |
| Середній максимум, °C                         | 5,16             | 6,91             | 11,78            | 17,79            | 22,76            | 28,73            | 30,66            | 29,86            | 25,43            | 19,15            | 12,16            | 6,66             |                  |
| Середня температура, °C                       | −3,01            | −1,26            | 3,62             | 9,62             | 14,60            | 20,56            | 24,68            | 23,90            | 19,46            | 13,18            | 6,19             | 0,68             |                  |
| Середній мінімум, °C                          | −11,17           | −9,42            | −4,56            | 1,47             | 6,43             | 12,40            | 18,72            | 17,94            | 13,49            | 7,23             | 0,22             | −5,26            |                  |
| Норма опадів, мм                              | 36               | 35               | 47               | 38               | 33               | 5                | 1                | 1                | 0                | 9                | 22               | 34               |                  |
| Середньомісячна швидкість вітру, м/с          | 1.91             | 2.44             | 3.02             | 3.12             | 2.66             | 2.41             | 2.40             | 2.25             | 2.16             | 2.07             | 1.67             | 1.76             |                  |
| Середньомісячна сонячна радіація, кДж/м²·день | 8855             | 11809            | 14574            | 18019            | 22096            | 26707            | 26067            | 23931            | 20745            | 15191            | 10737            | 8569             |                  |
| --------------------------------------------- | ---------------- | ---------------- | ---------------- | ---------------- | ---------------- | ---------------- | ---------------- | ---------------- | ---------------- | ---------------- | ---------------- | ---------------- | ---------------- |
| Джерело:                                      |                  |                  |                  |                  |                  |                  |                  |                  |                  |                  |                  |                  |                  |